# Baker City
Baker City – miasto w Stanach Zjednoczonych, we wschodniej części stanu Oregon, największe miasto i siedziba administracyjna hrabstwa Baker.